# Tetraschalis
Tetraschalis là một chi bướm đêm thuộc họ Pterophoridae.

## Các loài
- Tetraschalis arachnodes Meyrick, 1887
- Tetraschalis deltozela Meyrick, 1924
- Tetraschalis ischnites Meyrick, 1908
- Tetraschalis lemurodes Meyrick, 1907
- Tetraschalis mikado (Hori, 1933)
- Tetraschalis ochrias Meyrick, 1908